# Hipporina
Hipporina, en ocasiones erróneamente denominado Hypporina, es un género de foraminífero bentónico de estatus incierto, aunque considerado perteneciente a la familia Semitextulariidae, de la superfamilia Palaeotextularioidea, del suborden Fusulinina y del orden Fusulinida. Su especie tipo era Hipporina hastila. Su rango cronoestratigráfico abarcaba desde el Givetiense (Devónico medio) hasta el Frasniense (Devónico superior).

## Discusión
Clasificaciones más recientes incluirían Hipporina en la superfamilia Semitextularioidea, del suborden Earlandiina, del orden Earlandiida, de la subclase Afusulinana y de la clase Fusulinata.

## Clasificación
Hipporina incluye a la siguiente especie:
- Hipporina hastila †